# Karel I van Liechtenstein
Karel I van Liechtenstein (30 juli 1569 - Praag, 12 februari 1627), was de eerste vorst (ook wel prins) van Liechtenstein. 
Karel was de oudste zoon van Hartmann II van Liechtenstein (1544-1585) en diens vrouw Anna Maria van Ortenburg (1547-1601). Hij kreeg van keizer Rudolf II een belangrijke positie aan diens hof. Hij behield deze positie tot het jaar 1607. Keizer Rudolf II had een meningsverschil over een stuk land met zijn erfgenaam en tevens jongere broer, aartshertog Matthias. Karel koos de kant van aartshertog Matthias. Als dank voor de steun die Karel gaf, beloonde Matthias hem door hem tot erfelijk vorst van Liechtenstein te verheffen. Vandaar dat hij zijn functie bij Rudolf II moest opgeven. In 1614 werd Karel hertog van Troppau. Als dank voor zijn steun in de Slag op de Witte Berg (8 november 1620) werd Karel in 1622 benoemd tot consul en viceregent van het koninkrijk Bohemen. Hij werd ook benoemd tot lid in de Orde van het Gulden Vlies. 
Karel trad in 1592 in het huwelijk met Anna Maria Schembera Freiin von Czernahora von Boskowicz und Schwarzenberg (1577-1625). Uit dit huwelijk werden minimaal vier kinderen geboren:
- Anna Maria (7 december 1597 - 26 april 1640), huwde met Maximiliaan II, vorst van Dietrichstein
- Francisca Barbara (1604 - 1655), huwde met Werner Wenzel de T'Serclaes Tilly
- Hendrik (stierf op jonge leeftijd)
- Karel Eusebius (12 september 1611 - 5 april 1684), werd in 1627 vorst van Liechtenstein. Hij huwde met Johanna Beatrix van Dietrichstein.

Karel I · Karel Eusebius · Hans Adam I · Jozef Wenceslaus · Anton Florian · Jozef Johan Adam · Jozef Wenceslaus · Johan Nepomuk Karel · Jozef Wenceslaus · Frans Jozef I · Alois I · Johannes I Jozef · Alois II · Johannes II · Frans I · Frans Jozef II · Hans Adam II